# Liste der denkmalgeschützten Objekte in Stráž u Tachova
Grundlage dieser Liste der denkmalgeschützten Objekte in Stráž u Tachova ist die ÚSKP-Liste (Ústřední seznam kulturních památek České republiky, deutsch Zentrale Liste der Kulturdenkmäler der Tschechischen Republik), die von der tschechischen Denkmalschutzbehörde NPÚ (Národní památkový ústav, deutsch Nationale Denkmalbehörde) seit 1987 geführt wird und an die seit dem Jahr 1850 geschaffenen Listen anschließt.

## Denkmalgeschützte Objekte nach Ortsteilen

### Stráž u Tachova
| Lage                                                             | Objekt                                           | Beschreibung | ÚSKP-Nr.                  | Bild                                             |
| ---------------------------------------------------------------- | ------------------------------------------------ | --- | ------------------------- | ------------------------------------------------ |
| Stráž u Tachova, vor Nr. 193 (Standort)                          | Brunnen                                          | Brunnen | 21679/4-3562 Info Katalog | Brunnen                                          |
| Stráž u Tachova, westlicher Ortsrand (Standort)                  | Kirche Johannes der Täufer                       | Kirche Johannes der Täufer, barocke Friedhofskirche, errichtet 1734                                                   | 30400/4-1913 Info Katalog | weitere Bilder                                   |
| Stráž u Tachova, Ortsmitte (Standort)                            | Wenzelskirche                                    | Wenzelskirche, errichtet 1384, romanische und gotische Merkmale, Innenausstattung 19. Jahrhundert                     | 31463/4-1912 Info Katalog | weitere Bilder                                   |
| Stráž u Tachova, östlicher Ortsrand (Standort)                   | Heiliggeistkirche                                | Heiliggeistkirche, Wallfahrtskirche, 1525 erbaut bei einer Heilquelle, später erweitert, 1915 im Barockstil renoviert | 32199/4-1914 Info Katalog | weitere Bilder                                   |
| Stráž u Tachova, etwa 3 km westlich der Ortschaft (Standort)     | mittelalterliche Festung, Neue Burg, Schlösschen | mittelalterliche Festung, Neue Burg, Schlösschen, archäologische Spuren                                               | 35234/4-1999 Info Katalog | mittelalterliche Festung, Neue Burg, Schlösschen |
| Stráž u Tachova 131 (Standort)                                   | Bürgerhaus                                       | Bürgerhaus | 35583/4-1916 Info Katalog | Bürgerhaus                                       |
| Stráž u Tachova, etwa 1 km nordwestlich der Ortschaft (Standort) | jüdischer Friedhof                               | jüdischer Friedhof, angelegt im 14. Jahrhundert                                                                       | 102067 Info Katalog       | weitere Bilder                                   |
| Stráž u Tachova 145 (Standort)                                   | Bürgerhaus, ehemalige Stellmacherwerkstatt       | Bürgerhaus, ehemalige Stellmacherwerkstatt                                                                            | 44874/4-1919 Info Katalog | Bürgerhaus, ehemalige Stellmacherwerkstatt       |
| Stráž u Tachova 169 (Standort)                                   | Bürgerhaus                                       | Bürgerhaus | 47132/4-1920 Info Katalog | Bürgerhaus                                       |
| Stráž u Tachova, Stadtplatz, östlich der Kirche (Standort)       | Nepomuksäule                                     | Nepomuksäule | 47614/4-4210 Info Katalog | Nepomuksäule                                     |
| Stráž u Tachova, westlich der Ortschaft (Standort)               | Kreuz                                            | Kreuz | 47615/4-4211 Info Katalog | Kreuz                                            |

### Bernartice (Stráž)
| Lage                                                              | Objekt                     | Beschreibung               | ÚSKP-Nr.                  | Bild           |
| ----------------------------------------------------------------- | -------------------------- | -------------------------- | ------------------------- | -------------- |
| Bernartice 1, westlich neben der Kirche (Standort)                | ehemalige Feste Bernartice | ehemalige Feste Bernartice | 44330/4-4542 Info Katalog | BW             |
| Bernartice, nordwestlich, an der Landstraße nach Borek (Standort) | Sühnekreuz                 | Sühnekreuz                 | 10181/4-4978 Info Katalog | BW             |
| Bernartice Dorfplatz (Standort)                                   | Nepomuksäule               | Nepomuksäule               | 11839/4-5100 Info Katalog | BW             |
| Bernartice, östlich des Dorfplatzes (Standort)                    | Kirche St. Peter und Paul  | Kirche St. Peter und Paul  | 16227/4-1687 Info Katalog | weitere Bilder |

### Olešná (Stráž)
| Lage                                         | Objekt      | Beschreibung                                                              | ÚSKP-Nr.                  | Bild |
| -------------------------------------------- | ----------- | ------------------------------------------------------------------------- | ------------------------- | ---- |
| Olešná, im ehemaligen Schlosspark (Standort) | Annakapelle | Annakapelle, nach Brand 1884 wiederaufgebaut von Antonín Viktor Barvitius | 104012 Info Katalog       | BW   |
| Olešná (Standort)                            | Speicher    | Speicher                                                                  | 51999/4-5289 Info Katalog | BW   |